# أليكس فانغ
أليكس فانغ (بالصينية: 方力申) (و. 1980 – م) هو مغني، وممثل، من جمهورية الصين الشعبية، ولد في هونغ كونغ، شارك في دورة الألعاب الآسيوية 2002، وألعاب الأولمبياد الصيفية سنة 2000.

## التعليم
تعلم في جامعة هونغ كونغ.

## وصلات خارجية
- أليكس فانغ على موقع الاتحاد الدولي للسباحة (الإنجليزية)
- أليكس فانغ على موقع أوليمبيديا (الإنجليزية)

- أليكس فانغ على موقع IMDb (الإنجليزية)
- أليكس فانغ على موقع ميوزك برينز (الإنجليزية)
- أليكس فانغ على موقع قاعدة بيانات الفيلم (الإنجليزية)